# Thore Schölermann
Thore Schölermann (ur. 26 września 1984 w Iserlohn) – niemiecki aktor telewizyjny, znany z roli homoseksualnego mieszkańca Düsseldorfu, boksera Christianna Manna w operze mydlanej Zakazana miłość. 
W 2004 roku, po ukończeniu Märkisches Gymnasium Iserlohn, zaczął trenować sztukę aktorską w Palma de Mallorca w Hiszpanii. W latach 2004–2006 wystąpił w kilku filmach krótkometrażowych. W czwartym kwartale 2006 roku podpisał kontakt na odgrywanie roli Christianna Manna w Zakazanej miłości. Ta rola przyniosła mu popularność. W 2013 roku zdobył nominację do German Television Award.
Obecnie mieszka w Kolonii.

## Wybrana filmografia
- 2004: Die Schreibmaschine (film krótkometrażowy)
- 2005: Unscrewed 2 (film krótkometrażowy)
- 2006: Schmetterlingskind (film krótkometrażowy)
- 2012: Kobra – oddział specjalny - odc. Engel des Todes jako Nick
- 2006-2013: Zakazana miłość (Verbotene Liebe) jako Christian Mann